# Fredrik von Ehrenheim (konstnär)
Fredrik Per August von Ehrenheim, född 5 april 1859 på Grönsö slott i Kungs-Husby socken, död 8 juli 1932 i Montreux i Schweiz, var en svensk akvarellmålare och etsare.
Han var son till statsrådet Pehr von Ehrenheim och friherrinnan Augusta Leijonhufvud. von Ehrenheim studerade måleri och etsning i Paris 1887–1892 samt var från slutet av 1910-talet bosatt i Montreux. Han utgav 1894 boken Etsningar från Grönsöö där han själv svarade för illustrationerna. von Ehrenheim är representerad med en landskapsteckning vid Nationalmuseum.